# Leatherface (film 2017)
Leatherface, noto anche come Leatherface - Il massacro ha inizio, è un film del 2017 diretto da Alexandre Bustillo e Julien Maury.
Si tratta dell'ottavo film della saga horror Non aprite quella porta e prequel dell'omonimo film del 1974, ma ricollegato al sequel Non aprite quella porta 3D del 2013.

## Trama
Texas, 1955. La fattoria dei Sawyer è famigeratamente nota per i fatti di sangue che accadono attorno ad essa, ma le autorità non riescono a beccare sul fatto i membri della famiglia, che restano quindi impuniti. Per il compleanno del piccolo Jedidiah "Jed" Sawyer, assieme alla torta fatta con panna e budella di maiale, il regalo del bambino è una motosega con cui uccidere la sua prima vittima, un vicino accusato di furto di maiali. La madre Verna e il resto della famiglia lo acclamano, ma Jed non se la sente di compiere un omicidio. Il presunto ladro viene comunque ucciso con una martellata in testa dal nonno. 
Più tardi, Betty Hartman e Ted Hardesty stanno guidando lungo una strada di campagna quando incontrano Jedidiah Sawyer, apparentemente ferito. Nel tentativo di aiutarlo, Betty lo segue in un fienile fatiscente, dove viene prontamente uccisa dalla sua famiglia. Suo padre, lo sceriffo Hartman, viene chiamato sulla scena del crimine, dove è scioccato nel trovare sua figlia deceduta. Nonostante gli sforzi della matriarca Verna Sawyer, Hartman prende Jedidiah in custodia e lo manda in un istituto mentale noto come Gorman House Youth Reformery.
Dieci anni dopo, alla Gorman House, dove i detenuti vengono ribattezzati per evitare le loro famiglie pericolose, l'infermiera Elizabeth White crea un legame con un ragazzo di nome Jackson. Verna in seguito si presenta all'istituto con un'ingiunzione di consentire la visita dei familiari, solo per essere respinta dal direttore della struttura, il dottor Lang. Durante l'uscita provoca una rivolta e una fuga in cui molte delle infermiere e dei pazienti vengono uccisi. Elizabeth viene salvata da Jackson, che la porta fuori dove vengono presi in ostaggio dai fuggitivi Ike, Clarice e Bud.
Il gruppo arriva a una tavola calda dopo aver abbandonato le uniformi di Gorman. Ike e Clarice, presi da un’improvvisa follia omicida, compiono una strage all'interno del ristorante per poi fuggire. Hartman arriva sulla scena e mette insieme i pezzi, capendo che uno dei detenuti fuggiti è in realtà Jedidiah Sawyer. I ragazzi si rifugiano in una casa mobile abbandonata e nella notte litigano tra di loro perché Elizabeth cerca senza successo di scappare. La mattina dopo Clarice va in cerca di Ike, in realtà ucciso da Bud, nei boschi e viene fermata da un Hartman di pattuglia che prima prova a usarla senza successo come esca e poi la uccide.
Inorridita, Elizabeth fugge con Jackson e Bud al seguito e insieme fermano l'auto del vice sceriffo che uccide Bud, scatenando la furia di Jackson che lo vendica. I due rubano il suo veicolo e cercano di mettersi in salvo, ma vengono inseguiti da Hartman che apre il fuoco su di loro. Uno dei proiettili recide il volto di Jackson, mentre un altro ferisce Elizabeth, facendo uscire il veicolo dal lato della strada. I due riprendono conoscenza nella stalla dove Betty Hartman è stata assassinata, e sono tenuti in ostaggio dallo sceriffo Hartman che dice allegramente a Elizabeth che Jackson, ora mentalmente danneggiato, è in realtà Jedidiah Sawyer, e si appresta ad ucciderlo.
La famiglia Sawyer arriva in tempo per salvare Jed, e rapisce i tre. Di ritorno a casa, Verna ricuce i resti della faccia di Jedidiah Sawyer e applica una museruola per tenerli insieme. Lo conduce poi in una stanza dove i suoi fratelli tengono prigionieri Elizabeth e Hartman. Verna regala a Jedidiah una motosega con cui questa volta taglia in due a morte Hartman. Mentre la famiglia festeggia, Elizabeth fugge nel bosco ma rimane intrappolata in una trappola per orsi. Per sopravvivere supplica Jed facendo appello al suo buon carattere, e il ragazzo tentenna, ma la decapita quando la ragazza insulta Verna.
La mattina dopo, Verna brucia le prove degli eventi della notte precedente e gli altri Sawyer danno da mangiare ai maiali i resti delle vittime. Nel seminterrato della casa, Jed trasforma i volti di Hal Hartman ed Elizabeth in una maschera, e la indossa mentre si guarda allo specchio.

## Personaggi
- Elizabeth "Lizzy" White, interpretata da Vanessa Grasse: infermiera del manicomio
- Hal Hartman, interpretato da Stephen Dorff: texas ranger
- Verna Sawyer, interpretata da Lili Taylor: zia di Jedidiah Sawyer e Nubbins Sawyer
- Jackson / Jedidiah "Jed" Sawyer / Leatherface, interpretato da Sam Strike
- Agente Sorrells, interpretato da Finn Jones
- Drayton Sawyer, interpretato da Dimo Alexiev
- Avv. Barry Farnsworth, interpretato da Nathan Cooper
- Nubbins Sawyer, interpretato da Dejan Angelov: fratello di Jedidiah Sawyer / Leatherfcae
- Jed Sawyer da bambino, interpretato da Boris Kabakčiev

## Produzione
Nel gennaio 2013, venne diffusa la notizia che grazie al successo di Non aprite quella porta 3D, la Millennium Films aveva messo in cantiere un sequel intitolato Texas Chainsaw 4 le cui riprese sarebbero cominciate in estate nello Stato della Louisiana. L'amministratore delegato della Millennium Films Avi Lerner dichiarò che il progetto gli era stato proposto da Christa Campbell e Lati Grobman e che la Millennium avrebbe prodotto la pellicola, con la Lionsgate ad occuparsi della distribuzione nelle sale. Il produttore esecutivo Mark Burg, autore della sceneggiatura del sequel insieme a John Luessenhop e Carl Mazzocone, chiarì che il film era stato annunciato prematuramente non essendo stato ancora autorizzato. L'idea di un prequel venne dallo sceneggiatore e produttore di Hollywood Seth M. Sherwood. Insoddisfatto dell'inconsistenza della continuity del franchise di Non aprite quella porta, scelse di girare un film della saga che non fosse l'ennesimo sequel dell'originale. La sceneggiatura si basò su alcune dichiarazioni di Tobe Hooper e Gunnar Hansen, sul fatto che il personaggio di Leatherface, come era stato concepito in origine, fosse interamente privo di personalità dietro la maschera e che la sua famiglia lo comandasse a bacchetta. Sherwood scelse di avere un Leatherface mentalmente disabile, come era nel primo film. Il produttore Les Whedon affermò che aveva accettato di prendere parte al progetto perché voleva reinventare il franchise aggiornandolo e nello stesso tempo mostrare come Leatherface era diventato un tale mostro. Nonostante le premesse, il co-regista Julien Maury volle mantenere le peculiarità base del personaggio, approcciandosi ad esso con l'intenzione di raccontarne gli anni giovanili piuttosto che stravolgere il suo intero passato.

### Pre-produzione
Il 13 agosto 2014, fu annunciato che Sherwood si sarebbe occupato della scrittura del film, che si sarebbe intitolato Leatherface. Il 31 ottobre 2014, Alexandre Bustillo e Julien Maury furono scelti come registi. La trama generale rimase più o meno la stessa, ma i due registi vollero alcuni cambiamenti per avvicinarsi di più alla loro visione del progetto. Quasi ogni scena di sangue fu alterata e il finale, dove in origine aveva luogo un massacro nel quale Leatherface uccideva almeno trenta persone con la motosega, fu cambiato, perché ritenuto troppo fuori dalle righe e non in linea con il personaggio. Nel marzo-aprile 2015, Sam Strike, James Bloor, Stephen Dorff, e Jessica Madsen si aggiunsero al cast. Il 5 maggio 2015, fu comunicato che Lili Taylor avrebbe preso il posto di Angela Bettis, che aveva lasciato la produzione per altri impegni presi in precedenza. Il giorno seguente, Vanessa Grasse si unì al cast per interpretare Lizzy.

### Riprese
Le riprese principali si svolsero a partire dal 18 maggio 2015, in alcune località in Bulgaria. La Bulgaria fu scelta per ragioni di budget, dato che la Millennium Films aveva lì uno studio di ripresa. Inoltre, per la sua natura selvaggia, in alcune zone era molto simile al Texas. In aggiunta ai brutali omicidi che avvengono nel film, furono aggiunti molti altri dettagli splatter dai registi Bustillo & Maury durante le riprese, come la "maschera di carne" di Leatherface e una carcassa bovina in putrefazione che sembrasse estremamente realistica. La CGI fu tenuta al minimo, utilizzata solo quando indispensabile. Per le riprese furono appositamente costruite due motoseghe, una finta di gomma e una vera elettrica. I livelli di violenza gore e di effetti splatter furono volutamente incrementati in Leatherface per rispondere ai fan che avevano criticato Non aprite quella porta 3D per la sua "poca violenza". Le riprese continuarono nel giugno 2015, proseguendo per un totale di 27 giorni.

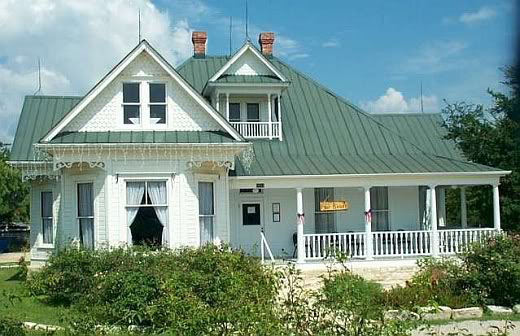
La casa originale utilizzata in Non aprite quella porta del 1974, una volta situata a Kingsland (Texas), fu completamente ricostruita per le riprese di Leatherface.

Sherwood inserì alcune scene come omaggio a Non aprite quella porta - Parte 3, film da lui molto amato. La fattoria dei Sawyer è uno dei luoghi principali in Leatherface, e fu meticolosamente ricostruita come era nell'originale Non aprite quella porta del 1974.

### Continuity
Fungendo da prequel diretto di Non aprite quella porta, Leatherface venne sceneggiato da Sherwood per essere anche il preludio di una nuova serie di film. Egli volle distanziarsi volutamente dal remake del 2003 e relativo prequel Non aprite quella porta - L'inizio, mentre invece cercò di attenersi il più possibile agli eventi del film originale e dei suoi vari seguiti. I nomi di alcuni personaggi, come Drayton, Nubbins, e il cognome familiare "Sawyer", vengono da Non aprite quella porta - Parte 2. La creazione del tormentato agente Hal Hartman si ispira al personaggio di Lefty Enright (Dennis Hopper) un Texas Ranger che appare nel secondo film. Hal Hartman è il padre di Burt Hartman, personaggio apparso in Non aprite quella porta 3D. Verna Sawyer (Lili Taylor) è interpretata da Marilyn Burns in Non aprite quella porta 3D. La Burns era stata la mitica Sally Hardesty nel primo capitolo del 1974. Sherwood ha confermato che il "canone" di Non aprite quella porta stabilito da Lionsgate Pictures e Millennium Films è costituito da, in ordine cronologico, Leatherface, Non aprite quella porta, e Non aprite quella porta 3D. Egli voleva che Leatherface fosse un film accessibile anche a quanti non avessero visto nessun film della serie in precedenza, così da poter vedere la serie in ordine cronologico senza essere confusi.

## Distribuzione
Il primo trailer in italiano viene presentato il 17 luglio 2017, l'ultimo trailer viene diffuso il 5 settembre 2017, solo in versione green band.
La data di uscita americana venne fissata per il 20 ottobre 2017 in un numero di copie limitato, mentre ha avuto la sua uscita internazionale in anteprima in Italia il 14 settembre 2017.
Il film ebbe la sua prima mondiale al FrightFest 2017 il 25 agosto, e successivamente fu distribuito in alcune sale, sul canale satellitare DirecTV e via video on demand. Complessivamente, a livello internazionale il film ha incassato 958,650 dollari al botteghino. Fu inoltre selezionato per la proiezione durante lo Screamfest Horror Film Festival del 2017, che si tenne dal 10 al 19 ottobre presso il TCL Chinese Theatre, ed anche al Nightmares Film Festival il 19 ottobre. Il 19 dicembre 2017 il film è stato distribuito sul mercato dell'home video, nei formati Blu-ray, DVD, e download digitale. Tra gli extra dell'edizione Blu-ray sono incluse le scene eliminate, il making of e il finale alternativo.

## Accoglienza
Il film è stato accolto da recensioni contrastanti dalla critica. Su Rotten Tomatoes ottiene una percentuale di gradimento del 30% basato su 44 recensioni da parte di critici professionisti, con un voto medio di 4,05 su 10. Stephen Dalton di The Hollywood Reporter gradì il modo "rispettoso" nel quale il film aveva trattato l'eredità del franchise horror di Non aprite quella porta, e si complimentò per la recitazione di Stephen Dorff e Lili Taylor. Benedict Seal di Variety definì Leatherface un film "abbastanza buono", ben consapevole però che nulla potrà mai competere con l'originale. Bloody Disgusting gli assegna un punteggio di 3,5 su 5, dichiarando che "Bustillo & Maury hanno girato il miglior film della serie da molto tempo a questa parte". Il sito suggerisce che il distanziarsi della pellicola dal classico filone del genere slasher, potrebbe però causarne una circolazione limitata nelle sale, pur essendo ancora sufficientemente godibile come prodotto d'intrattenimento.
Ritenendolo scialbo e dimenticabile, Flickering Myth criticò il film scrivendo: "Alcune storie semplicemente non hanno bisogno di essere raccontate, e Leatherface è una di queste". Screen International suggerì che forse nell'opera c'è "più voglia di profitto che passione", pur ammettendo che la qualità del film era piuttosto sopra la media rispetto al franchise di Non aprite quella porta. HeyUGuys ipotizzò il fatto che il film potesse essere troppo splatter per il pubblico mainstream. Per William Bibbiani di IGN Leatherface è il "peggior film della serie", essendo troppo prevedibile e non aggiungendo nulla di nuovo. Matthew Turner di V.O.D.zilla assegna al film un punteggio di 6,2 su 10, scrivendo come Leatherface manchi del "fattore paura" dell'originale, anche se sostenuto da un buon cast e ottimi effetti speciali.
MYmovies.it dà al film 3 stelle su 5, con un commento che recita: "Ritmo sostenuto e storia avvincente per uno scontro tra diversi caratteri che rende alta la tensione relazionale", mentre Comingsoon.it, invece gli assegna 2 stelle e mezzo su 5.
Cinematografo.it ha invece criticato negativamente il film, dandogli 2 stelle su 5, con un commento che recita: "Il prequel di Non aprite quella porta è un b-movie realizzato con mestiere, fieramente truculento e nichilista. Un’operazione, però, più repellente che disturbante". Il sito Darumaview.it assegna al film una percentuale di gradimento pari al 70%, scrivendo: "Molto splatter, molto ironico, disturbante il giusto, divertente molto. Maury e Bustillo sono la scelta giusta per Leatherface, ennesima origin story della creatura di Tobe Hooper. Stavolta superiore".